# Fédération des Tonga de football

Ancien logo

La Fédération de Tonga de football (Tonga Football Association (en) TFA) est une association regroupant les clubs de football des Tonga et organisant les compétitions nationales et les matchs internationaux de la sélection des Tonga.
La fédération nationale des Tonga est fondée en 1965. Elle est affiliée à la FIFA depuis 1994 et est membre de l'OFC.